# Angela Bailey
Angela Bailey (* 28. Februar 1962 in Coventry, Vereinigtes Königreich; † 31. Juli 2021 in Toronto) war eine kanadische Sprinterin.

## Leben
Bei den Commonwealth Games gewann sie 1978 in Edmonton die Silbermedaille in der 4-mal-100-Meter-Staffel. 1982 in Brisbane wurde sie Vierte über 100 Meter, Achte über 200 Meter und holte erneut Silber mit der kanadischen 4-mal-100-Meter-Stafette.
Bei den Weltmeisterschaften 1983 in Helsinki wurde sie Fünfte über 100 Meter und Siebte über 200 Meter.
1984 gewann sie bei den Olympischen Spielen in Los Angeles in der 4-mal-100-Meter-Staffel die Silbermedaille zusammen mit ihren Teamkolleginnen Marita Payne, Angella Taylor und France Gareau, hinter der Stafette aus den Vereinigten Staaten und vor der Stafette aus dem Vereinigten Königreich. Über 100 Meter wurde sie Siebte, und über 200 Meter erreichte sie das Halbfinale.
Bei den Commonwealth Games 1986 in Edinburgh wurde sie Vierte über 100 Meter und holte mit der kanadischen Stafette eine weitere Silbermedaille.
1987 gewann sie bei den Hallenweltmeisterschaften in Indianapolis Bronze über 60 Meter. Bei den Weltmeisterschaften in Rom wurde sie Siebte über 100 Meter, schied über 200 Meter im Halbfinale aus und kam mit der kanadischen 4-mal-100-Meter-Stafette auf den sechsten Platz.
Bei den Olympischen Spielen 1988 in Seoul erreichte sie über 100 Meter das Viertelfinale und in der 4-mal-100-Meter-Staffel das Halbfinale.
1999 wurde sie mit der kanadischen 4-mal-100-Meter-Stafette Vierte bei den Panamerikanischen Spielen in Winnipeg und Sechste bei den Weltmeisterschaften in Sevilla.
Bailey starb am 31. Juli 2021 im Alter von 59 Jahren an den Folgen ihrer Krebserkrankung in Toronto.

## Persönliche Bestzeiten
- 50 m (Halle): 6,16 s, 25. Februar 1984, Toronto
- 60 m (Halle): 7,12 s, 6. März 1987, Indianapolis
- 100 m: 10,98 s, 6. Juli 1987, Budapest
- 200 m: 22,64 s, 19. Juli 1983, Colorado Springs
  - Halle: 23,32 s, 15. Januar 1984, Sherbrooke
- 400 m: 51,96 s, 24. Juni 1983, Los Angeles